# Pitts (Geòrgia)
Pitts és una població dels Estats Units a l'estat de Geòrgia. Segons el cens del 2000 tenia 308 habitants.

## Demografia
Segons el cens del 2000, Pitts tenia 308 habitants, 121 habitatges, i 83 famílies. La densitat de població era de 148,6 habitants/km².
Dels 121 habitatges en un 33,9% hi vivien nens de menys de 18 anys, en un 47,1% hi vivien parelles casades, en un 16,5% dones solteres, i en un 30,6% no eren unitats familiars. En el 27,3% dels habitatges hi vivien persones soles el 13,2% de les quals corresponia a persones de 65 anys o més que vivien soles. El nombre mitjà de persones vivint en cada habitatge era de 2,55 i el nombre mitjà de persones que vivien en cada família era de 3,11.
Per edats la població es repartia de la següent manera: un 29,9% tenia menys de 18 anys, un 9,4% entre 18 i 24, un 22,7% entre 25 i 44, un 23,1% de 45 a 60 i un 14,9% 65 anys o més.
L'edat mediana era de 36 anys. Per cada 100 dones de 18 o més anys hi havia 92,9 homes.
La renda mediana per habitatge era de 24.625 $ i la renda mediana per família de 26.058 $. Els homes tenien una renda mediana de 27.500 $ mentre que les dones 22.188 $. La renda per capita de la població era de 15.103 $. Entorn del 18,9% de les famílies i el 25,3% de la població estaven per davall del llindar de pobresa.

## Poblacions més properes
El següent diagrama mostra les poblacions més properes.